# Ri Kum-suk

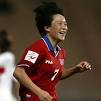
Ri Kum-suk

Ri Kum-suk (* 16. August 1978 in Hamhŭng) ist eine ehemalige nordkoreanische Fußballspielerin. Die Stürmerin war Kapitän der nordkoreanischen Fußballnationalmannschaft. Sie nahm an drei Fußballweltmeisterschaften teil, in ihrer Heimat spielte sie für den staatlichen Club Sportgruppe 25. April aus Namp’o.
Bei der WM 1999 nahm Ri im Alter von 20 Jahren an der Endrunde teil und spielte in allen drei Vorrundenpartien ihrer Mannschaft, konnte aber das frühzeitige Aus Nordkoreas nicht verhindern. Bei der Asienmeisterschaft 2001 gelang Nordkorea erstmals der Titelgewinn, Ri erzielte bei dem 2:0-Sieg über Japan den Führungstreffer, ein Jahr später folgte der Gewinn der Asienspiele in Busan.
Im Jahr 2003 gelang es den Nordkoreanerinnen, ihren Titel bei der Asienmeisterschaft zu behaupten; Ri erzielte in diesem Turnier 15 Treffer, darunter auch die beiden Tore beim 2:1-Finalsieg über China. Bei der Weltmeisterschaft im selben Jahr kam Ri Kum-suk erneut in allen Vorrundenspielen zum Einsatz, jedoch schied die Mannschaft des ostasiatischen Landes erneut in der Vorrunde aus. Nach dem eher enttäuschenden Abschneiden bei der Asienmeisterschaft 2006, als die Nordkoreanerinnen im Halbfinale ausschieden, führte Ri die Mannschaft zum erneuten Gewinn der Goldmedaille bei den Asienspielen 2006 in Doha. Bei der Weltmeisterschaft 2007 gelang es Nordkorea schließlich, die Vorrunde zu überstehen, jedoch verlor man im Viertelfinale gegen den späteren Weltmeister Deutschland mit 0:3. Sie selbst erzielte in diesem Turnier einen Treffer. Im Jahr 2007 gewann sie mit Nordkorea auch die Militärweltspiele nach einem 5:0 über Deutschland im Finale.
Im April 2007 wurde sie für das Spiel der „FIFA Women’s World Stars“ gegen die Chinesische Fußballnationalmannschaft der Frauen aus Anlass der Gruppen-Auslosung für die WM 2007 nominiert und zur zweiten Halbzeit eingewechselt.
Bei der Asienmeisterschaft 2008 konnte Nordkorea seinen dritten Titelgewinn feiern, großen Anteil an der kontinentalen Krone hatte erneut Ri, die sieben Treffer erzielte und damit auch gleichzeitig Torschützenkönigin des Turniers wurde. Im selben Jahr wurde sie vom asiatischen Fußballverband als beste Spielerin des Kontinents ausgezeichnet. Auch in ihrer Heimat wurde sie als eine der besten Athletinnen ausgezeichnet. Im Jahre 2006 war sie eine der Kandidatinnen für die Wahl zur Weltfußballspielerin des Jahres.
Ende 2008 beendete sie ihre aktive Karriere als Spielerin. Später arbeitete sie an ihrer Trainerausbildung.
In 69 Länderspielen erzielte sie 45 Treffer für ihr Land.